# Gilbert Elliot-Murray-Kynynmound (6e comte de Minto)
Pour les articles homonymes, voir Gilbert Elliot-Murray-Kynynmound.
Gilbert Edward George Lariston Elliot-Murray-Kynynmound, 6e comte de Minto, OBE , DL (/k ɪ ˈ n ɪ n m ə n d / ; 19 juin 1928 - 7 septembre 2005) (surnommé "Gibbie"), appelé vicomte Melgund jusqu'en 1975, est un pair écossais.

## Biographie
Lord Minto est le fils de Victor Elliot-Murray-Kynynmound, 5e comte de Minto et de Marion Cook.
Il fréquente le Collège d'Eton et l'Académie royale militaire de Sandhurst et sert dans les Scots Guards jusqu'en 1958. En 1955, il est nommé MBE militaire. Il est lieutenant honoraire de la Royal Company of Archers (Queen's Bodyguard en Écosse). Il est juge de paix pour le Roxburghshire à partir de 1961. Il succède à son père en tant que comte en 1975. Il est président de la chambre de commerce du sud de l'Écosse de 1980 à 1982, président du Scottish Council on Alcohol (1973-1987) et commissaire de la Local Government Property Commission (Scotland) de 1995 à 1998.
Le comte reçoit l'Ordre de l'Empire britannique en 1986. Il est Vice Lord Lieutenant de Roxburgh, Ettrick et Lauderdale.
En 1992, Minto House, le siège familial traditionnel près du village de Minto mais non occupé par la famille depuis avant la Seconde Guerre mondiale, est démoli conformément aux souhaits du comte, bien qu'il s'agisse d'un bâtiment classé. Minto House est classée dans la catégorie A et en grande partie démolie en quelques semaines. Le comte est à l'époque président du Scottish Borders, qui détient la compétence réglementaire sur de telles actions,.

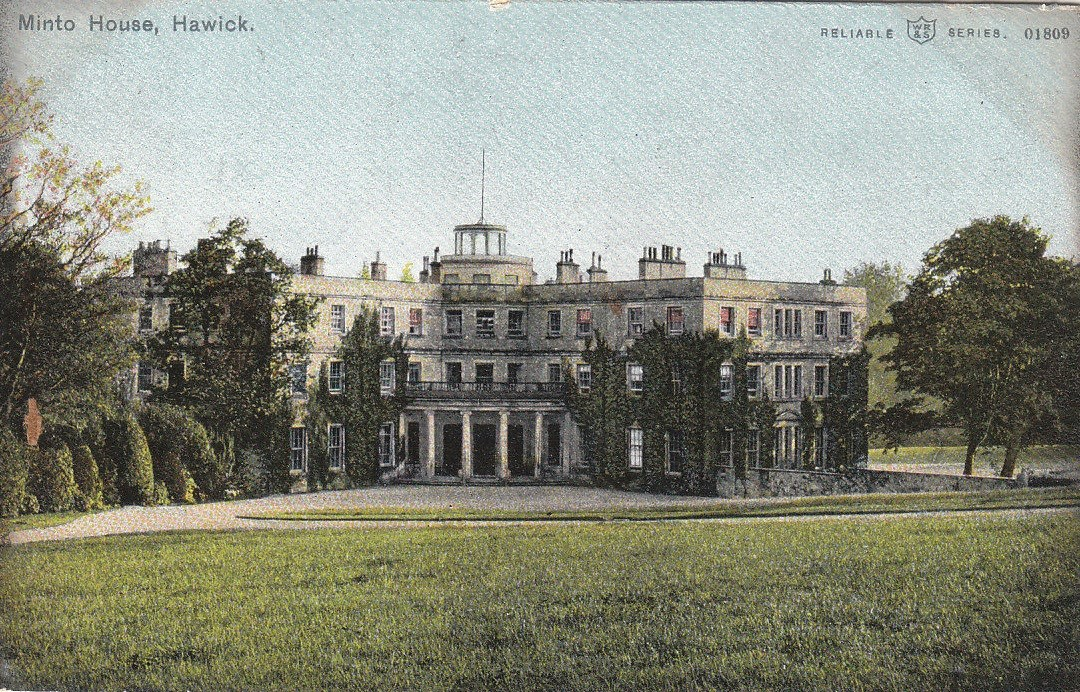
Maison Minto (Minto, Scottish Borders) vers 1910 - démolie en 1992

## Famille
Lord Minto épouse Lady Caroline Child-Villiers (née le 9 avril 1934), fille de George Child Villiers (9e comte de Jersey) et de Patricia Kenneth Richards, le 26 novembre 1952. Ils ont deux enfants :
- Timothy Elliot-Murray-Kynynmound (7e comte de Minto) (né le 1er décembre 1953) ; qui est marié et a trois enfants survivants.
- Lady Laura Elliot-Murray-Kynynmound (née le 11 mars 1956) qui épouse en 1984, John Reginald David Palmer, fils de William Palmer, et a deux fils.

Lord et Lady Minto divorcent en 1965. En 1965, Lord Minto épouse, en secondes noces, Mary Elizabeth Ballantine (29 décembre 1936 - 24 janvier 1983), fille de Peter Ballantine, de Stonehouse Farm, Gladstone, New Jersey, États-Unis. Le mariage dure jusqu'à sa mort en 1983. Il se remarie en 1991 (divorce en 2004) à Caroline Larlham, née Godfrey (née en 1952).
Lord Minto est mort après une chute et en raison d'une grave maladie pulmonaire qui a rendu une opération impossible, à l'âge de 77 ans dans une maison de retraite. Ses funérailles ont lieu le 12 septembre 2005 à l'église paroissiale de Minto, près de Hawick, Scottish Borders. Sa succession fait l'objet d'un litige entre sa troisième épouse et son fils.